# Fluminicola merriami
Fluminicola merriami ist eine seltene Süßwasserschnecke, die in den Warmwasserquellen im Pahranagat Valley und im White River Valley im US-Bundesstaat Nevada endemisch ist. Gelegentlich wird die Art in die Gattung Pyrgulopsis klassifiziert. Benannt ist sie nach Clinton Hart Merriam.

## Beschreibung
Fluminicola merriami erreicht eine Gehäusehöhe von 3 mm und einen Gehäusedurchmesser von 2,5 mm. Das Gehäuse ist klein, kugelförmig gewunden, schmal aber deutlich und tief narbenförmig. Die Spindel ist niedrig-konisch und spitz. Es gibt vier Windungen, die unterhalb der Naht etwas abgestuft sind. Der obere Randabschnitt ist ziemlich abgeflacht. Der Randbereich und die Basis sind gewölbt. Die glatte Oberfläche ist hornfarben. Die Mündung ist schräg, eiförmig, an der Oberseite gewinkelt und an der Unterseite breit gerundet. Der obere Abschnitt der inneren Lippe haftet an der Körperwindung. Der untere Abschnitt ist gebogen ohne eine Verdickung der Schwiele.

## Verbreitung
Bis 1973 war Fluminicola merriami noch häufig in den Warmwasserquellen von Ash Springs, am Hot Creek, am Moormon River und am Moon River, in der Crystal Spring sowie in der Hiko Spring zu finden. Bei einer Suchaktion im Jahre 1995 wurde die Art weder in der Crystal Spring noch in der Hiko Spring nachgewiesen.

## Status
Das kleine Verbreitungsgebiet macht die Art für Umweltveränderungen sehr verwundbar. Seit 1973 ist eine Abnahme der Bestände zu beobachten, was auf die Einführung der Nadel-Kronenschnecke (Melanoides tuberculata) zurückzuführen ist. Im Endangered Species Act wird Fluminicola merriami in der Kategorie vom Aussterben bedroht gelistet.